# Il ne faut jurer de rien (film)
Pour le film réalisé en 2005, voir Il ne faut jurer de rien !
Il ne faut jurer de rien est un court métrage français de Christian Vincent réalisé en 1983.

## Synopsis
Un jeune homme appelle précipitamment sa sœur et lui demande de venir de toute urgence à la gare de Lyon. 
Là, il lui explique que sa petite amie va prendre le train en compagnie d'un galant et qu'elle doit empêcher ce départ par tous les moyens. Un tortueux stratagème est mis en place pour lui faire rater son rendez-vous ferroviaire.

## Fiche technique
Source IMDb
- Sous-titre : Il pousse sa sœur cadette dans les bras de l'amant de sa fiancée
- Réalisation : Christian Vincent
- Scénario : Pascale Ferran et Philippe Le Guay
- Adaptation : Christian Vincent
- Photographie : Serge Ellenstein
- Montage : Christian Vincent
- Pays d’origine : France
- Langue : français
- Genre : court métrage de comédie
- Durée : 15 minutes
- Format : noir et blanc
- Date de sortie : France : 1983.

## Distribution
Source IMDb
- Fabrice Luchini
- Françoise Viallon
- Virginie Thévenet
- Jean-François Torre

## Récompense
- Prix du scénario au festival de Clermont-Ferrand en 1985.